# Plaza de Cagancha

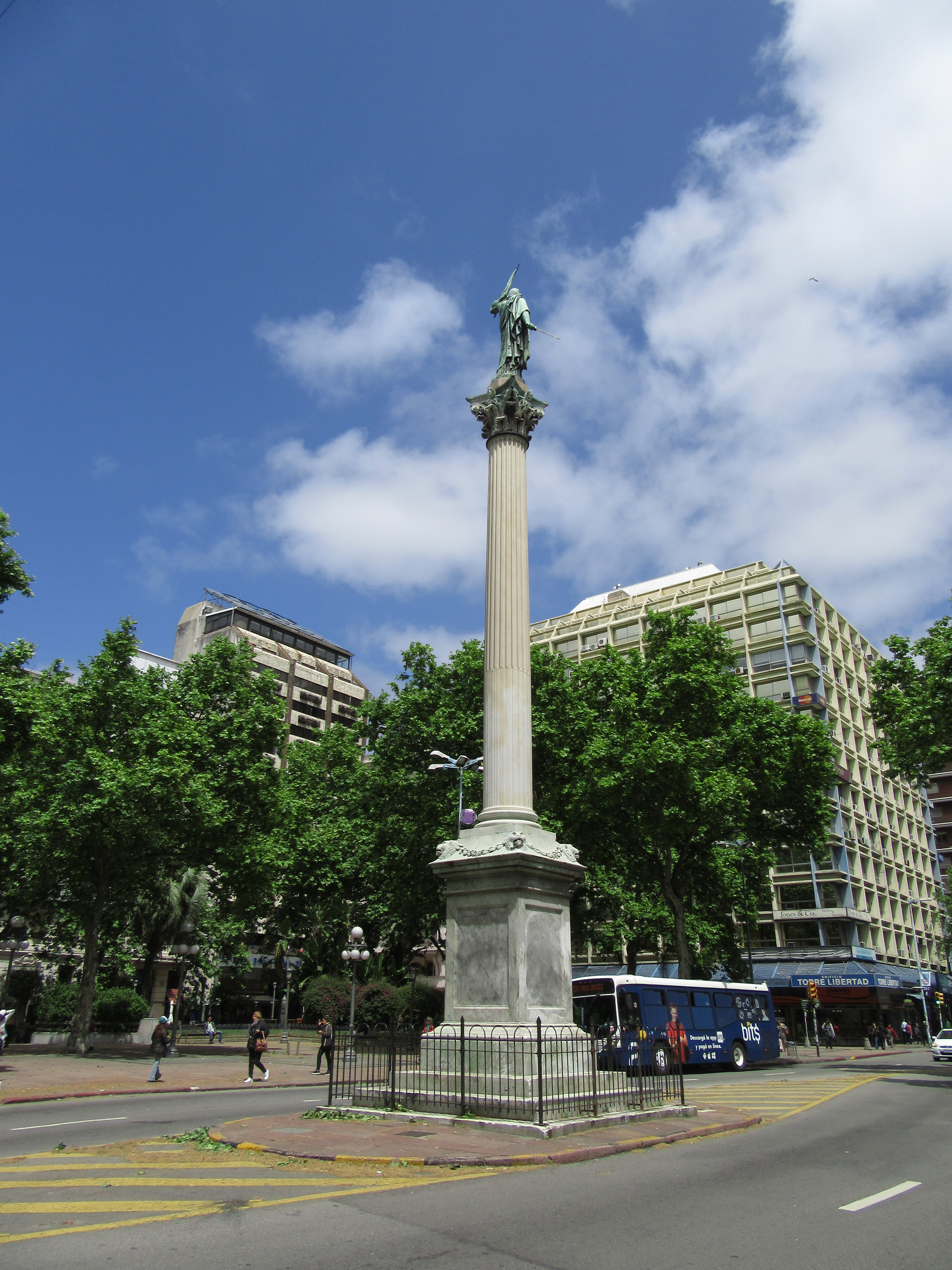
Friedenssäule auf dem Plaza de Cagancha.

Die Plaza de Cagancha (auch bekannt als Plaza Cagancha oder Plaza Libertad) ist einer der charakteristischen Plätze in der uruguayischen Hauptstadt Montevideo.

## Lage und Beschreibung
Der Platz, dessen Entstehungsgeschichte im Jahr 1836 begann, liegt in der im Stadtbild eine zentrale Rolle einnehmenden Avenida 18 de Julio, sowie an der Avenida Gral. Rondeau und der Pasaje de los Derechos Humanos im Barrio Centro und bildet den Fundamentalpunkt der Nationalstraßen. An der Plaza Cagancha befinden sich zahlreiche bedeutende Gebäude Montevideos. Dazu gehören unter anderem das Edificio El Ateneo, das Edificio Cines Plaza y Central, der Palacio Montero, der Palacio Piria und der Palacio Chiarino.

## Geschichte
Militäringenieur José M. Reyes zeichnete für seine Errichtung verantwortlich. Die Plaza de Cagancha sollte nach dessen Plänen als achteckiger Platz den zentralen Punkt der Neustadt (Ciudad Nueva) bilden. Architekt Carlos Zucchi führte ihn schließlich in die heutige rechteckige Form über, behielt jedoch seine die Anordnung der Manzanas durchbrechende Lage bei. Seinen heutigen Namen erhielt der Platz am 7. Februar 1840 in Anlehnung an die Schlacht des Jahres zuvor, in der General Fructuoso Rivera Pascual Echagüe an den Ufern des Arroyo Cagancha schlug. Während des Bürgerkrieges wurde die Bezeichnung des Platzes zwischenzeitlich am 24. Mai 1864 in Plaza 25 de Mayo geändert. Nach dem Paz de la Unión am 20. Februar 1865 kehrte man aber noch im Dezember jenes Jahres zum heutigen Namen zurück. 1867 wurde in der Mitte des Platzes die Columna de la Paz errichtet, die mit einer von José Livi geschaffenen weiblichen Statue versehen ist. Seit 1975 ist der Platz als Monumento Histórico Nacional klassifiziert.